# 吳瑀騰
吳瑀騰（1982年—），台灣魔術師，輔仁大學心理學研究所畢業，曾任輔仁大學魔術社社長和台灣魔術發展協會理事。其碩士論文為台灣首篇以魔術師作為主題之學術論文，主要研究台灣職業魔術師的專業認同和生涯歷程，並獲得其他魔術相關論文之引用。曾對視頻魔術發表看法，認為雖然視頻魔術充滿娛樂效果，但因為無法在現場演出，容易使觀眾對魔術產生不信任感。